# Wingen
Wingen – miejscowość i gmina we Francji, w regionie Grand Est, w departamencie Dolny Ren.
Według danych na rok 1990 gminę zamieszkiwało 456 osób, a gęstość zaludnienia wynosiła 27 osób/km² (wśród 903 gmin Alzacji Wingen plasuje się na 491. miejscu pod względem liczby ludności, natomiast pod względem powierzchni na miejscu 107.).